# Panopistus pricei
Panopistus pricei är en plattmaskart. Panopistus pricei ingår i släktet Panopistus och familjen Brachylaimidae. Inga underarter finns listade i Catalogue of Life.